# Estelle Roberts
Estelle Roberts (10 maggio 1889 – 30 maggio 1970) è stata una celebre medium britannica.
Considerata dal movimento spiritista come una delle più grandi medium del Novecento, durante gli anni '50 contribuì al riconoscimento ufficiale della Chiesa spiritista da parte del governo inglese dando prova delle sue presunte abilità medianiche di fronte alla House of Commons.
Estelle Roberts fu una medium sia di tipo "fisico" che "mentale", e durante la sua carriera trasmise i presunti insegnamenti del suo "spirito guida", che lei asseriva essere un pellerossa chiamato Red Cloud (Nuvola Rossa): tali insegnamenti vennero anche raccolti in un volume pubblicato negli anni '30, Red Cloud Speaks. Il volume, diventato rarissimo dopo esser andato fuori catalogo , è stato ristampato nel 2013 dalla casa editrice britannica SDU Publications.
In varie occasioni si esibì alla Royal Albert Hall di Londra facendo registrare il tutto esaurito, e tenne sedute in tutto il Regno Unito dando prova delle sue capacità.
La Society for Psychical Research si offrì di testare scientificamente le sue doti, ma ella declinò sempre l'invito.
La sua autobiografia, Fifty Years a Medium, è oggi considerata un piccolo classico dello spiritismo. Il testo è stato ristampato, anche in lingua italiana, dalla casa editrice SDU.